# 휘튼 챔버스
휘튼 챔버스(Wheaton Chambers, 1887년 10월 13일 ~ 1958년 1월 31일)는 미국의 배우, 텔레비전 배우이다.
필라델피아에서 태어났으며 할리우드에서 사망하였다.

## 영화
- 에덴의 동쪽 (1955년)
- 실버 크리크의 대결 (1952년)
- 그라운드 포 매리지 (1951년)
- 웰 (1951년)
- 지구 최후의 날 (1951년)
- 웨스트 포인트 스토리 (1950년)
- 세가지 비밀 (1950년)
- 낫 원티드 (1949년)
- 이스트 사이드, 웨스트 사이드 (1949년) - 찰리 더 도어맨 역
- 포획 (1949년)
- 홈커밍 (1948년) - 닥터 역
- 쓰리 다링 다터스 (1948년)
- 해적 (1948년)
- 송 오브 러브 (1947년)
- 조로의 아들 (1947년)
- 리빙 인 어 빅 웨이 (1947년)
- 굿 뉴스 (1947년)
- 육체와 영혼 (1947년)
- 살인광 시대 (1947년)
- 플라잉 서펀트 (1946년)
- 러버 컴 백 (1946년)
- 퍼플 몬스터 스트라이크 (1945년)
- 애보트와 코스텔로 (1945년) - 퍼데스트리언 역
- 밀드레드 피어스 (1945년)
- 스텝 라이브리 (1944년)
- 헤븐리 바디 (1944년)
- 일곱 번째 희생자 (1943년)
- 데이 올 키시드 더 브라이드 (1942년)
- 딕 트레이시 대 범죄 주식회사 (1941년)
- 그의 연인 프라이데이 (1940년)